# Brooke Hendrix
Brooke Hendrix (Sharpsburg, 6 maggio 1993) è una calciatrice statunitense, difensore del Tampa Bay Sun.

## Carriera
Nata a Sharpsburg, in Georgia, Stati Uniti d'America, ma con passaporto britannico, dopo aver frequentato la University of Southern Mississippi e giocato nella loro formazione di calcio femminile universitaria delle Southern Miss Lady Eagles in National Collegiate Athletic Association (NCAA), dopo una parentesi con l'Atlanta Silverbacks in Women's Premier Soccer League, Hendrix nel gennaio 2016 coglie l'occasione per giocare in un campionato estero, quello olandese, sottoscrivendo un contratto con l'Heerenveen debuttando nella seconda parte della stagione 2015-2016 di Eredivisie.
Dopo l'esperienza nel Paesi Bassi si trasferisce in Scozia dove gioca con la squadra delle Rangers.
Nel luglio 2017 si trasferisce al Fylkir per giocare in Úrvalsdeild kvenna, massimo livello del campionato islandese, per cercare di rafforzare il reparto difensivo per l'ultima parte della stagione 2017, conclusasi tuttavia con la retrocessione della squadra.
Assolti gli obblighi contrattuali con la società di Reykjavík coglie l'occasione per disputare un nuovo campionato all'estero siglando un accordo con il Brescia per la stagione 2017-2018, saltando la partita di Supercoppa perché ancora legata alla squadra islandese e facendo il suo debutto in Serie A alla prima giornata di campionato.
Al termine della stagione 2017-2018, conclusasi con lo spareggio scudetto e la finale di Coppa Italia entrambi persi, il Brescia ha ceduto il proprio titolo sportivo di partecipazione al campionato di Serie A al neonato Milan ed Hendrix ha lasciato il campionato italiano per trasferirsi in Inghilterra, firmando un contratto con il West Ham, ammesso alla FA Women's Super League per la stagione 2018-2019.
Dopo le esperienze statunitensi col Washington Spirit e col Racing Louisville e l'esperienza australiana col Melbourne Victory, nel luglio 2022 è tornata a giocare nel campionato inglese, firmando un contratto col Reading.